# Ikoma Jin
Jin Ikoma (sinh ngày 1 tháng 7 năm 1999) là một cầu thủ bóng đá người Nhật Bản.

## Sự nghiệp câu lạc bộ
Jin Ikoma đã từng chơi cho Yokohama F. Marinos.